# Кіріан Родрігес
Кіріан Родрі́гес Консепсьйо́н (ісп. Kirian Rodríguez Concepción; нар. 5 березня 1996, Канделарія) — іспанський футболіст, півзахисник клубу «Лас-Пальмас».

## Клубна кар'єра
Почав займатися футболом в юнацьких клубах «Тенерифе» і «Офра», а 2013 року приєднався до академії «Лас-Пальмаса». 2015 року почав грати за «Лас-Пальмас С», а в лютому 2018 року був переведений до резервної команди. 14 вересня 2018 року продовжив свій контракт з клубом до 2020 року.
2 червня 2019 року дебютував за основну команду «Лас-Пальмаса», вийшовши на заміну Фабіо Гонсалесу в матчі Сегунди Дивізіону проти «Альмерії». 17 червня 2019 року переведений до першої команди «Лас-Пальмаса». 20 липня 2020 року в поєдинку проти «Естремадури» забив свій перший гол у професіональній кар'єрі. 2 грудня 2021 року в матчі першого раунду Кубка Іспанії проти «Велеса» вперше у кар'єрі отримав червону картку.
2 серпня 2022 року під час пресконференції повідомив, що у нього діагностували хворобу Годжкіна. Більшу частину сезону 2022–23 пропустив через лікування від раку, а вперше з'явився на полі 30 квітня 2023 року в матчі Сегунди проти клубу «Реал Сарагоса». 25 травня 2023 року продовжив контракт з клубом до 2026 року. За підсумками сезону «Лас-Пальмас» посів 2-е місце і виборов підвищення до Ла-Ліги.
12 серпня 2023 року дебютував в Ла-Лізі в матчі проти «Мальорки». 24 вересня в поєдинку з «Гранадою» забив свій перший гол в Ла-Лізі, який приніс перемогу команді (1–0). Вперше вивів «Лас-Пальмас» з капітанською пов'язкою 2 жовтня в матчі Ла-Ліги проти «Сельти». 3 листопада в матчі Ла-Ліги проти «Атлетіко» (Мадрид) забив гол з передачі Альберто Молейро, який у підсумку був визнаний грою місяця Ла-Ліги (за листопад 2023 року). 1 грудня в матчі проти «Хетафе» віддав свою першу результативну передачу в чемпіонаті. 13 січня 2024 року в матчі Ла-Ліги проти «Вільярреала» відзначився дублем. За підсумками січня 2024 року був визнаний гравцем місяця в Ла-Лізі, в якому допоміг команді здобути дві перемоги з чотирьох на початку року. 14 лютого продовжив контракт з «Лас-Пальмасом» до 2028 року. У підсумку був номінований на звання гравця сезону 2023–24 в Ла-Лізі.
В лютому 2025 року змушений був призупинити виступи через погіршення стану здоров'я у зв'язку з лімфомою Годжкіна

## Статистика виступів
Станом на 3 лютого 2025
| Клуб              | Сезон             | Чемпіонат          | Чемпіонат | Чемпіонат | Кубок | Кубок | Єврокубки | Єврокубки | Інші  | Інші | Всього | Всього |
| Клуб              | Сезон             | Дивізіон           | Матчі     | Голи      | Матчі | Голи  | Матчі     | Голи      | Матчі | Голи | Матчі  | Голи   |
| ----------------- | ----------------- | ------------------ | --------- | --------- | ----- | ----- | --------- | --------- | ----- | ---- | ------ | ------ |
| Лас-Пальмас Б     | 2017–18           | Сегунда Дивізіон Б | 12        | 1         | 0     | 0     | —         | —         | —     | —    | 12     | 1      |
| Лас-Пальмас Б     | 2018–19           | Сегунда Дивізіон Б | 36        | 3         | 0     | 0     | —         | —         | —     | —    | 36     | 3      |
| Лас-Пальмас Б     | Всього            | Всього             | 48        | 4         | 0     | 0     | —         | —         | —     | —    | 48     | 4      |
| Лас-Пальмас       | 2018–19           | Сегунда Дивізіон   | 2         | 0         | 0     | 0     | —         | —         | —     | —    | 2      | 0      |
| Лас-Пальмас       | 2019–20           | Сегунда Дивізіон   | 26        | 1         | 2     | 1     | —         | —         | —     | —    | 28     | 1      |
| Лас-Пальмас       | 2020–21           | Сегунда Дивізіон   | 33        | 0         | 2     | 0     | —         | —         | —     | —    | 35     | 0      |
| Лас-Пальмас       | 2021–22           | Сегунда Дивізіон   | 34        | 5         | 1     | 0     | —         | —         | —     | —    | 35     | 5      |
| Лас-Пальмас       | 2022–23           | Сегунда Дивізіон   | 5         | 0         | 0     | 0     | —         | —         | —     | —    | 5      | 0      |
| Лас-Пальмас       | 2023–24           | Ла-Ліга            | 37        | 6         | 1     | 0     | —         | —         | —     | —    | 38     | 6      |
| Лас-Пальмас       | 2024–25           | Ла-Ліга            | 21        | 0         | 1     | 0     | —         | —         | —     | —    | 22     | 0      |
| Лас-Пальмас       | Всього            | Всього             | 158       | 12        | 7     | 1     | —         | —         | —     | —    | 165    | 13     |
| Всього за кар'єру | Всього за кар'єру | Всього за кар'єру  | 206       | 16        | 7     | 1     | 0         | 0         | 0     | 0    | 213    | 17     |

Примітки
1. ↑  32 матчі в Сегунді і 2 матчі в раунді плей-оф

## Досягнення
Особисті досягнення
- Гравець місяця Ла-Ліги: січень 2024[23]
- Гра місяця Ла-Ліги: листопад 2023 (з Альберто Молейро)